# 4146 Rudolfinum
4146 Rudolfinum (1982 DD2) là một tiểu hành tinh vành đai chính được phát hiện ngày 16 tháng 2 năm 1982 bởi Ladislav Brožek ở Klet. Nó được đặt theo tên Rudolfinum building in Praha.